# دهن إستروجيني
الدهن الإستروجيني هو شكل من أشكال الأنسجة الدهنية (الدهون تحت الجلد) التي تتطور تحت تأثير هرمون الإستروجين وخاصةً نوع إستراديول، عند النساء.

## وظيفة العضو الطبيعية
الدهن الإستروجيني هو ميِّزة جنسية أنثوية ثانوية تتطور عند سن البلوغ ويحافظ عليها هرومون الإستراديول خلال سنوات خصوبة المرأة.
طبقة الدهن الحرقفي هو شكل مميز من الدهن الإستروجيني والتي تتكون عادة تحت العرف الحرقفي عند الإناث في سن الانجاب. تحتوي خلايا هذا الدهن على مجموعةٍ متنوعةٍ وكبيرةٍ من الأحماض الدهنية مقارنةً مع معظم الأنسجة الدهنية الأخرى. خلال الأشهر الثلاثة الوسطى من نمو الجنين، تزود طبقة الدهون الحرقفية لدى الام الجنينَ بالأحماض الدهنية ذات السلاسل الطويلة اللازمة لنمو الأعضاء لدى الجنين. النساء اللواتي يفتقرن إلى هذه الطبقة الطبيعية يكنَّ أكثر عُرضة لخطر الولادة المبكرة، وعدم اكتمال الجنين.

## مستويات هرمون الإستروجين قبل وبعد انقطاع الطمث
هناك علاقة بين وجود الإستراديول والإسترون في الانسجة الدهنية لدى النساء قبل وبعد انقطاع الطمث. النساء قبل سن اليأس لديهن مستويات أعلى من الهرمونات بما في ذلك هرمون الإستروجين. بعد انقطاع الطمث تقل الدهون الإستروجينية، ويقل مستوى كل من الإستراديول والإستيرون مع إنخفاض أكثر وضوحاً في مستوى الإستراديول.